# Campeonato Brasileiro de Futebol Feminino – Série A2
Die Série A2 ist die zweite Spielklasse der nationalen Fußballmeisterschaft der Frauen von Brasilien, die von der Confederação Brasileira de Futebol (CBF) organisiert wird. Sie ist offiziell am 1. November 2016 als Unterbau der höchsten Spielklasse Série A1 ins Leben gerufen worden und hat ihren Spielbetrieb zur Saison 2017 aufgenommen.

## Geschichte
Die in der Série A2 antretenden Clubs spielen um die Qualifikation für die erste Spielklasse Série A1 der folgenden Saison. Dabei waren zunächst zwei, seit 2019 vier Aufstiegsplätze vorgesehen.
Der Wettbewerb in der Série A2 wird mit dem in Brasilien traditionell praktizierten Spielmodus ausgetragen. Die teilnehmenden Vereine treten zuerst in einem Ligamodus aufgeteilt zu zwei Gruppen gegeneinander an, um die Qualifikanten einer Finalrunde zu ermitteln. Die Finalrunde wird dann in einem K.-o.-System mit Hin- und Rückspiel ausgetragen, in der die Auswärtstorregelung angewendet wird. Jene Vereine, die das Finale erreichen, stehen als Aufsteiger in die Série A1 fest.
Das Teilnehmerfeld zur Premierensaison 2017 bestand aus sechzehn Mannschaften, die aus dem CBF internen Rankingsystem ermittelt wurden. Ab der Saison 2018 wurde das Teilnehmerfeld um mehrere Mannschaften erweitert, die sich über ihre Leistung in den Meisterschaften der Bundesstaaten qualifizieren mussten. Diese Funktion als Einstieg in den nationalen Meisterschaftswettbewerb wird ab der Saison 2022 von der neu gegründeten dritten Spielklasse der Série A3 übernommen. Die Série A2 wird dagegen wieder auf sechzehn Clubs reduziert, die um je vier Aufstiegs- und Abstiegsplätze konkurrieren.

## Aufsteiger nach Saison
| Saison | als Meister         | als Vizemeister      | als Dritter       | als Vierter      | Teilnehmer |
| ------ | ------------------- | -------------------- | ----------------- | ---------------- | ---------- |
| 2017   | Pinheirense EC      | Portuguesa           |                   |                  | 16         |
| 2018   | Minas Brasília TC   | EC Vitória           | 29                |                  |            |
| 2019   | São Paulo FC        | Cruzeiro EC          | SE Palmeiras      | Grêmio FBPA      | 36         |
| 2020   | Napoli              | Botafogo FR          | EC Bahia          | Real Brasília FC | 36         |
| 2021   | Red Bull Bragantino | Atlético Mineiro     | AA ESMAC          | CRESSPOM         | 36         |
| 2022   | Ceará SC            | Athletico Paranaense | Real Ariquemes EC | EC Bahia         | 16         |
| 2023   | Red Bull Bragantino | Fluminense FC        | Botafogo FR       | América Mineiro  | 16         |
| 2024   | EC Bahia            | Esportiva 3B         | EC Juventude      | Sport Recife     | 16         |

## Torschützenköniginnen
| Saison | Spieler           | Verein              | Tore |
| ------ | ----------------- | ------------------- | ---- |
| 2017   | Valeria Cantuario | SE Tiradentes       | 10   |
| 2017   | Irley             | Pinheirense EC      | 10   |
| 2018   | Luana Spindler    | Esportiva 3B        | 12   |
| 2019   | Karina Balestra   | Grêmio FBPA         | 14   |
| 2019   | Carla Nunes       | SE Palmeiras        | 14   |
| 2020   | Gadu              | EC Bahia            | 11   |
| 2021   | Ariel Godoi       | Red Bull Bragantino | 11   |
| 2022   | Michele Carioca   | Ceará SC            | 7    |
| 2023   | Paulina Gramaglia | Red Bull Bragantino | 10   |
| 2024   | Bea               | Fortaleza EC        | 10   |

## Weblink
- cbf.com.br - Novidades do Brasileiro Feminino 2017 (1. November 2016), abgerufen am 27. Januar 2017.